# Trygetus riyadhensis
Trygetus riyadhensis là một loài nhện trong họ Zodariidae.
Loài này thuộc chi Trygetus. Trygetus riyadhensis được Hirotsugu Ono & Rudy Jocqué miêu tả năm 1986.